# Zajačko Selo
 Zajačko Selo  falu Horvátországban, a Károlyváros megyében. Közigazgatásilag Ozalyhoz tartozik.

## Fekvése
Károlyvárostól 16 km-re északraközségközpontjától 1 km-re északkeletre, a Kulpa bal partján fekszik.

## Története
A falunak 1857-ben 99, 1910-ben 126 lakosa volt. A trianoni békeszerződésig Zágráb vármegye Jaskai járásához tartozott. 2011-ben 165 lakosa volt, akik főként Ozalyban és Károlyvárosban, kisebb részben Szlovéniában dolgoznak.

## Lakosság
| Lakosság változása | Lakosság változása | Lakosság változása | Lakosság változása | Lakosság változása | Lakosság változása | Lakosság változása | Lakosság változása | Lakosság változása | Lakosság változása | Lakosság változása | Lakosság változása | Lakosság változása | Lakosság változása | Lakosság változása | Lakosság változása |
| ------------------ | ------------------ | ------------------ | ------------------ | ------------------ | ------------------ | ------------------ | ------------------ | ------------------ | ------------------ | ------------------ | ------------------ | ------------------ | ------------------ | ------------------ | ------------------ |
| 1857               | 1869               | 1880               | 1890               | 1900               | 1910               | 1921               | 1931               | 1948               | 1953               | 1961               | 1971               | 1981               | 1991               | 2001               | 2011               |
| 99                 | 108                | 95                 | 115                | 134                | 126                | 127                | 145                | 156                | 167                | 170                | 205                | 198                | 211                | 200                | 165                |

## Nevezetességei
A falu felett álló Szent Rókus templomot a II. világháborúban a partizánok lerombolták. A háború után újjáépítették.